# رامان کاچانوف
رامان رامانوویچ کاچانوف (روسی: Рома́н Рома́нович Кача́нов؛ زادهٔ ۱۷ ژانویهٔ ۱۹۶۷) کارگردان فیلم، فیلم‌نامه‌نویس و بازیگر اهل روسیه است. وی یکی از فیلمسازان برجسته سینمای روسیه است.
از فیلم‌ها یا مجموعه‌های تلویزیونی که وی در آن‌ها نقش داشته‌است می‌توان به داون هاوس اشاره نمود.